# 秀麗隱桿線蟲
秀麗隱桿線蟲（学名：Caenorhabditis elegans）是一種非寄生性線蟲，身体透明，長度約1毫米，主要分布在温带地区的土壤中。其寿命约两至三周，其中发育时间在三天左右，分为胚胎期、幼虫期和成虫期。
秀丽隐杆线虫有雄性和雌雄同体两种性别。自然条件下，雌雄同体虫占大多数，可自体受精，也可接受雄虫的精子产生后代。
自20世纪60年代，悉尼·布伦纳利用線蟲研究細胞凋亡遺傳調控的機制之後，秀丽隐杆线虫逐渐成為分子生物學和發育生物學研究領域中最常用的模式生物之一。秀丽隐杆线虫具有固定且已知的細胞数量和发育过程，亦為第一种完成全基因组测序的多細胞真核生物，截至2019年，它是唯一完成连接组（connectome，神经元连接）测定的生物体。

## 解剖特徵

雄性成虫的解剖图示

秀丽隱杆线虫的形态为蠕蟲状、兩側對稱，無分節，有四條主要的表皮索狀組織（epidermal cord）及一個充滿體液的假體腔（pseudocoelom）。這一科的成員大都有與其他動物相同的器官組織。牠們以微生物為食，如大腸桿菌（Escherichia coli）等。秀丽隱杆线虫有雄性及雌雄同體兩種性別，雌雄同体占大多数。基本解剖構造包括口、咽、腸、性腺，及膠原蛋白表皮层，此外两种性别的线虫还分别具有不同的生殖器官。雌雄同体虫和雄虫分别具有959和1031个体细胞，各细胞的位置和细胞渊源均已确定。
秀丽隐杆线虫的上皮层（epidermis）由大型多核合胞体细胞组成，源自胚胎外胚层。上皮层在其上方可形成一层主要由胶原、脂质、糖蛋白组成的表皮（cuticle）。这一层表皮是线虫具有保护作用的外骨架，是其维持形态所必需的结构，并且可为肌肉收缩提供固定位点。

雌雄同体成虫的解剖图示

上皮层下方是体壁肌，分为四个肌肉带，共95个细胞。腹部、背部两侧肌肉的规律性收缩使得线虫的运动呈正弦状，該生物名稱中的“秀丽”即取自於此。体壁肌呈条纹状，有多个肌节，由单核细胞组成。此外，咽部还有八层共20个肌细胞，与表皮相连。头部另有一个肌细胞，起到联系腹部、背部体壁肌组织的作用。
消化系统由咽、肠等构成。咽部（pharynx）为一个神经－肌肉泵，吸入细菌并将其送入肠道中，含有20个相对独立于全身神经系统的神经细胞。咽传送食物的效率与食物质量和线虫的饱足／饥饿状态有关。咽部通过一个类似阀的结构与肠（intestine）相连，肠道末端又与直肠（rectum）相连。秀丽隐杆线虫的肠主要包括20个多倍体细胞，表面覆盖有大量微绒毛，作用为分泌消化酶，以及储存脂质、蛋白质等。
线虫肠道壁细胞中有大量颗粒状结构，称为肠颗粒（gut granules），这一结构也存在于小杆目其他物种体内。肠颗粒内部为酸性环境，参与内吞作用，与溶酶体相似，但体积更大。在紫外光激发下，这些颗粒状物体可发射蓝色荧光，在线虫死后尤为明显。对其作用的猜测包括用于储存、防御病毒、紫外光下的保护作用等。
秀丽隐杆线虫的神经系统含有302个（雌雄同体）或383个（雄虫）神经元，其胞体主要位于头部、腹部和背部的神经节中。大多数神经元的结构比较简单，只含有1个或2个无分支的神经突，但也有部分结构复杂的感觉神经元。线虫也有类似神经胶质细胞的辅助细胞，不过数量不及脊椎动物。突触总数在7000以上，主要分布在头部、背部、腹部、尾部的四个区域中，大多是由两个并排的神经突在交叉处形成，与脊椎动物中常见的结构不同。秀丽隐杆线虫使用多种常见的神经递质，如乙酰胆碱、谷氨酸、γ-氨基丁酸、多巴胺和血清素等。间隙连接则与其他无脊椎动物一样，由無脊椎動物連接蛋白形成。
雌雄同体虫的生殖器官包括排卵口和性腺。排卵口位于腹侧中心，是排卵和雄虫精子进入的通道。雌雄同体虫的性腺包括两个U形管状的臂，每个臂从远端到排卵口可依次分为卵巢、环形区、输卵管、储精囊、球形瓣膜和子宫等区域。生殖细胞在卵巢远端产生，在进入环形区时达减数分裂双线期，在输卵管中达终变期。同时，精子储存于储精囊表面，在卵母细胞进入储精囊后发生受精作用。受精卵随后进入子宫，并由子宫和排卵口的肌肉推出体外。不同于哺乳动物，线虫精子的形态不固定，没有鞭毛和顶体等结构。雄虫的生殖器官包括性腺和用于交配的尾。精子在精巢中产生，在精囊中成熟，并在交配时由输精管输送至尾部的泄殖腔。

## 生命週期

雄虫识别雌雄同体后，用尾部寻找对方的排卵口，并将其尾部的针状物刺入，注入精子。

秀丽隱杆线虫基本的生命週期如下：线虫由雌雄同體產下卵。卵在孵化後，會經歷四個幼蟲期（L1－L4）。當族群擁擠或食物不足時，幼虫會進入另一状态，即耐久型幼蟲（dauer larva），其具有很强的抗逆性，而且难以老化。雌雄同體在L4期生產精子、並在成蟲期產卵。秀丽隐杆线虫的性别决定为X0型，雄性能使雌雄同體受精；雌雄同體會優先選擇雄性的精子。秀丽隱杆线虫在22°C的最适情況下，平均壽命約為二、三週，而發育時間只須幾天。

### 胚胎期
胚胎發生可以大致分成兩個時期：增殖期和型態形成期。在增殖期受精卵會從一個細胞逐漸增殖成大約550個必要的未分化細胞，而增殖期又可以分為兩個階段，其中一個階段为子宫内发育（在22°C的生長環境下約為受精後0－150分鐘），在胚胎达到30个细胞时卵排出母体。子宫外发育阶段則進行大量的細胞分裂和原腸形成（在22°C的生長環境下約為受精後150－350分鐘），這個階段持續到胚胎進入型態形成期。在增殖期結束時，胚胎形成一個含有三胚層的球型構造，這三個胚層分別是外胚層（之後分化生成上皮组织和神經系統）、中胚層（未來產生咽部和肌肉系統）和內胚層（以後生成生殖腺和腸道）。
在22°C的生長環境下，形态形成期約為受精後的5.5－5.6小時到12－14小時，胚胎會增長約三倍並形成完全分化的組織和器官。根據胚胎內觀察到的蟲體摺疊數，这一阶段一般分為間歇期、1.5摺疊期、2摺疊期、3摺疊期以及4摺疊期。第一次的肌肉抽動在受精後430分鐘可以觀察到（約為1.5摺疊或2摺疊期）；在受精後約510分鐘可以觀察到不同性别的發育差異——雌雄間性胚胎的頭部伴護神經（cephalic companion neurons）死亡，雄性胚胎的雌雄間性特有神經（hermaphrodite-specific neurons）死亡，而在3摺疊期的晚期；蟲體運動神經系統已發育且可以在卵中沿其長軸進行移動；而在4摺疊期時（第一次細胞分裂後约760分鐘）胚胎的咽部開始進行收縮抽動；在第一次細胞分裂後约800分鐘孵化。

### 幼蟲期

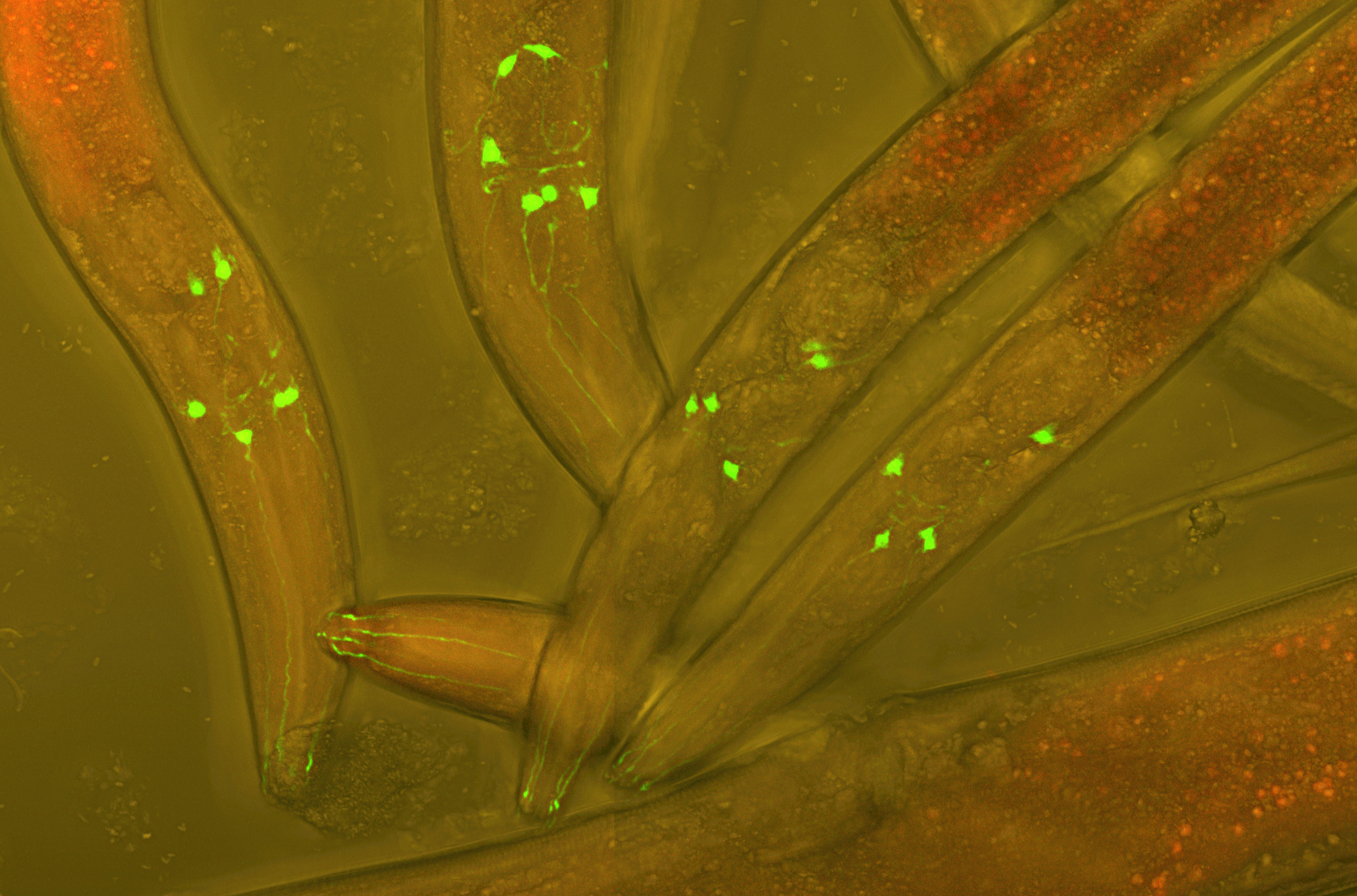
幼虫头部的神经元，由导入的绿色荧光蛋白显色。

胚后發育期在孵化後食物刺激下啟動。在有食物的情況下，細胞分裂持續，胚后發育開始于孵化後的三個小時，一般而言秀麗隱桿線蟲經歷四個階段的幼蟲期（L1、L2、L3、L4）後變成成體。在這四個階段的幼蟲期中，許多在胚胎期出现的胚細胞以幾乎不變的模式進行分裂。而在胚胎期所產生的671個細胞核中，有113個細胞會在胚后发育的過程進行細胞凋亡，而剩下的558個細胞中只有百分之十的細胞（雌雄間性有51個細胞，雄性有55個細胞）可以進一步分裂。
倘若胚胎孵化後沒有食物的供應，這些剛孵化的幼蟲會停止繼續發育並停留在這個階段，直到有食物提供為止。這些停止繼續發育的幼蟲細胞會停留在細胞週期的G1期（停止生長）且無法進行分裂。幼蟲在沒有食物供應的情況下約可存活六到十天。
在L2幼蟲期的末期，如果環境狀況不適合繼續生長的話，秀麗隱桿線蟲的幼蟲可能會進入耐久型幼蟲階段。這些不適合生長的環境狀況包括環境激素影響、食物匱乏、高溫等，可促使幼蟲進入L2d幼蟲階段，這個階段幼蟲同時具有可以繼續進入L3幼蟲期或耐久型幼蟲期的潛力，若環境逆境太強則進入耐久期，若環境轉好則進入L3幼蟲期，而耐久期為一個不會衰老的狀態，因為其長短並不會影響階段結束後的蟲體壽命。在取得食物供應後的一個小時內，幼蟲脫離耐久期，二到三個小時之後開始進食，在十個小時後會進入L4幼蟲期。

### 成蟲期
在22°C到25°C的環境下，线虫在孵化後约45－50小時就會成为成熟的雌雄同体並產下第一個卵。成虫大約可以產生四天的卵細胞，此后成體會另外再存活十到十五天。进入成虫期前，雌雄同体的精子已产生完毕，每个性腺中约有150个。这些精子与卵母细胞一同储存，直到第一次排卵时，卵母细胞将精子推入储精囊中。限于精子数量，自體受精的雌雄同体一共可產生大約300個後代，但是如果有雄性存在，雌雄間性會優先採用雄性的精子，此時後代數目可以增加到1200－1400個。雄性則在进入成虫期後的六天内具有和雌雄間性交配的能力，且大概可以產生3000個後代。
进入成虫期后，线虫的体细胞不再发生细胞分裂，数目固定。成虫期线虫的生长仅是细胞体积增大的结果。

## 基因组学

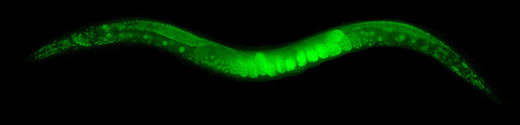
秀丽隐杆线虫成虫，其编码组蛋白的基因中插入了绿色荧光蛋白基因序列。

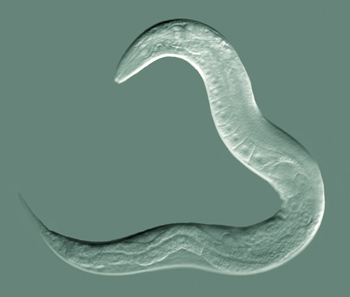
雌雄同体成虫

秀丽隐杆线虫是第一種完成全基因组测序的多细胞生物，其测序结果于1998年首次发表。仍存在的一些小缺口于2002年10月前测序完成。基因组包含6个染色体，约1亿个碱基对，编码约20,470个蛋白。此后，部分基因组序列进行过一些修正，不过范围都在数千个碱基对以内。

### 大小和基因含量
秀丽隐杆线虫基因组长度大约有1亿碱基对，由六条染色体和一条线粒体基因组组成。其基因密度约为每一个基因有五个千碱基对(kbp)。秀丽隐杆线虫的基因组中，内含子占26%，基因间区段占47%。据估计，全基因组中的非编码RNA基因在16,000种左右，很大一部分编码的是piRNA。许多基因排列成簇，其中含有大量的操纵子序列，数量尚不清楚。在真核生物中，线虫是少數基因组中含操纵子的生物之一，其他例子包括吸虫和扁形动物等。

### 蛋白编码基因
基因组包含大约20,470个蛋白质编码基因。约35%基因在人類基因组中有同源基因。

### 有关的基因组
2003年以来，雙桅隱桿線蟲的基因组测序全部完成，開啟了同属内的比較基因组学研究。此后，研究者也已经利用鸟枪法技术研究了来自相同属的更多线虫的基因组序列的测序结果，例如腐生水果線蟲（C. remanei）、日本隱桿線蟲（C. japonica），和布伦纳隐杆线虫（C. brenneri，以布伦纳的名字命名）。目前隐杆线虫属已是基因组信息较为完备的一属。

## 生态学
尽管秀丽隐杆线虫是实验室中常用的一種模式生物，此物种在野生环境下的生活状态仍不清楚。自然条件下，隐杆线虫属的各物种大多分布在温带地区富营养、细菌含量高的土壤环境中，以腐烂有机物质上的细菌为食。秀丽隐杆线虫可以食用多种常见于其生存环境的细菌，但一般的土壤条件仍不足以支持数量上可自我延续的种群。事实上，实验室使用的线虫多採自花园、堆肥等人工环境。近期，有研究发现秀丽隐杆线虫在其他类型的有机物质，尤其是腐烂水果上面，可以大量生存，这很可能是自然条件下这种线虫的主要生活环境之一。
不利环境下形成的耐久型幼虫可以藉由部分倍足纲、昆虫纲、软甲纲或腹足纲动物所携带，前往宜居环境活动，说明了自然条件下可能存在相应的共生关系。和土壤中的其他线虫一样，秀丽隐杆线虫可為捕食性线虫所捕食，也可讓一些杂食性昆虫所食。

## 研究与应用

### 发现历史

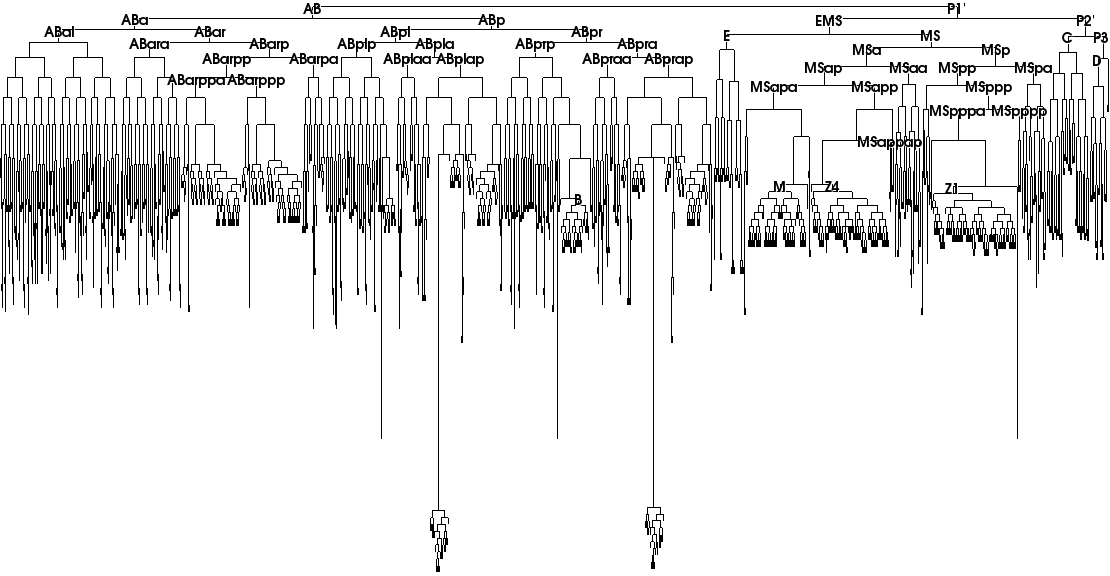
秀丽隐杆線蟲的細胞淵源

1900年，法國學者埃米勒·莫帕斯在阿尔及利亚的土壤中首次发现了秀丽隐杆线虫，并将其命名为elegans，意为“优雅”。1955年，这一物种归入隐杆线虫属中。
悉尼·布伦纳于1963年提出以秀丽隱杆线虫做為模式生物，并于1974年发表了他利用线虫研究發育生物學及神經科學的成果。悉尼·布伦纳在該論文開篇便道：基因如何指定在高等生物中發現的複雜結構，是生物學中尚未解決的一大問題。他認為要了解基因和行為之間的關係，便要知道神經系統的結構，以及神經系統是如何發展的。為了要回答這兩個問題，該模式生物要能在實驗室中作遺傳學研究，而其神經系統也要能夠精確定義，布伦纳認為，作为多细胞真核生物的秀丽隱杆线虫正好符合此二條件。
秀丽隱杆线虫成蟲約長1公釐，室温下大約三天可以从卵生长为可受精的成虫，在实验室中以大腸桿菌為食，易於大量培養，每隻成蟲在生命週期裡可產生約300隻後代，適合作遺傳學研究。此外，培養秀丽隱杆线虫成本低，在實驗室中容易掌控，並且可以在不用時冷凍，解凍之後仍能存活，因此適合長時間儲存。

运动中的秀丽隐杆线虫

此外，秀丽隱杆线虫身體透明，在研究細胞分化及其他發育過程方面有特別的优势。每個體細胞如何發育都有詳細的紀錄，其細胞發育的命運在個體之間差異很小。秀丽隱杆线虫也是第一個基因组完全定序的多細胞生物。完成的基因组序列於1998年發表。秀丽隱杆线虫的基因组序列大約有一億個鹼基對，內含一萬九千個以上的基因。2003年，同一属的雙桅隱桿線蟲也已完整定序了基因组，使得研究人員能够比對這兩種生物的基因组。
同時秀丽隱杆线虫神經系統相對簡單，雌雄同體虫中，有302個神經元，約7000個突觸。悉尼·布伦纳等人將线虫續列縱切，利用電子顯微鏡得到的影像，重建其神經系統，並在1986年發表雌雄同體各個神經元之間如何連結，成為世界上第一個，也是目前唯一的神經網路體。雄性的身體後部神經系統也在2012年經過重建，助於科學家了解交配行為所需的神經系統結構。許多神經生物學家在此之後，利用秀丽隱杆线虫做為模式生物，來了解其如何產生趨化性，趨溫性等反应。
21世纪以来，直接应用秀丽隐杆线虫进行的研究获得过三次诺贝尔奖，包括2002年、2006年诺贝尔生理学或医学奖及2008年诺贝尔化学奖。目前，线虫的研究已有Wormbase等在线数据库，其主要内容包括秀丽隐杆线虫及相关物种的基因组、蛋白质信息等。

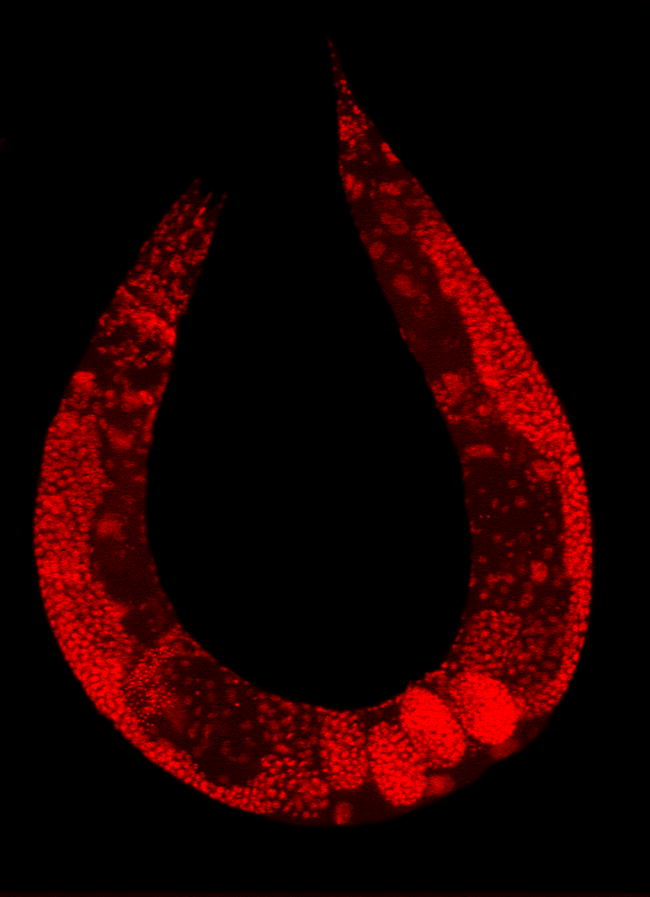
Texas Red红色染剂将线虫体内的细胞核染成红色。

### 模式生物
布伦纳对细胞凋亡的研究是线虫作为模式生物的首次应用。秀丽隐杆线虫每一个体细胞的发育命运均已确定，几乎不存在个体差异。因此，秀丽隐杆线虫发育过程中发生的细胞凋亡过程已经确定：雌雄同体虫的发育过程中，共有131个细胞凋亡，如果抑制这一过程，则它们大多将分化为神经元。在研究细胞凋亡在基因层次上的机理时，这一特性有重要的优势。出于同样的原因，线虫在胚胎發育研究中具有优势。例如，其胚胎發育早期的细胞分裂，是目前理解最清楚的不对称细胞分裂案例之一。
RNA干扰是干扰特定基因功能的一种方法，在秀丽隐杆线虫中尤为简便，大部分基因的功能都可以通过这种方式抑制。浸入含RNA的转化液，或注射RNA进入体细胞或生殖细胞，都可以达到RNA干扰的效果。另一种常用的方法，是转化大肠杆菌使其表达与目的DNA互补的双链RNA，并用此大肠杆菌喂食线虫。相比之下，隐杆线虫属的其他物种，及其他更高级的动物物种，就大多相对不易进行RNA干扰。例如，只有秀丽隐杆线虫等少数几种线虫可从食物中摄取干扰所需的RNA。与这种差异相关的秀丽隐杆线虫基因已经发现。
秀丽隐杆线虫适合于研究减数分裂。在性腺中，处于某一特定位置的生殖细胞，其减数分裂所处的阶段总是确定的。此外，秀丽隐杆线虫有较高效的DNA修复机制，其生殖细胞在减数分裂中对辐射的抗性很强。结合以自交为主的繁殖方式，线虫具有很强的适应性优势。
秀丽隐杆线虫也常用于研究衰老。最初线虫在衰老机制研究的应用集中于遗传学方面。近年来，线虫也广泛用于研究饮食、外源激素等环境因素的影响、衰老相关疾病，以及寻找与衰老调控相关的药物等。
此外，根据其组织的特征，秀丽隐杆线虫还适合于研究细胞外基质的合成、损伤修复和细胞融合等生理过程。线虫还是已发现具有类似睡眠现象的最低等生物体，常用于动物睡眠研究。
秀丽隐杆线虫是其中一個可以成功在全身冷凍後長時間後再解凍復生的生命。

## 参阅
- 双桅隐杆线虫
- 生物发光
- 开放蠕虫

## 延伸阅读
- Cold Spring Harbor Laboratory. Riddle, D. L.;  et al , 编. . Cold Spring Harbor Laboratory Press. 1997. ISBN 0-87969-532-3.
- Cold Spring Harbor Laboratory. Wood, W. B. , 编. . Cold Spring Harbor Laboratory Press. 1988. ISBN 0-87969-307-X.
- Hope, I. A. (编). . Oxford University Press. 1999. ISBN 9780199637386.
- Bird, A. F.; Bird, J.  2e. Academic Press. 1991. ISBN 978-0-12-099651-3.
- Epstein, H. F.; Shakes, D. C. (编). . Academic Press. 1995. ISBN 0125641494.